# Яблочный (Ростовская область)
Я́блочный — хутор в Дубовском районе Ростовской области.
Входит в состав Семичанского сельского поселения.

## История
В 1963 году населённый пункт фермы № 1 совхоза «Семичанский» переименован в Яблочный.

## Население
| 2002 |
| ---- |
| 52   |

| 1989 | 2002 | 2010 |
| ---- | ---- | ---- |
| 154  | ↘54  | ↘47  |

## Улицы
На хуторе имеются две улицы: Животноводческая и Яблочная.